# Cypridopsis vidua
Cypridopsis vidua är en kräftdjursart som först beskrevs av Otto Friedrich Müller 1776.  Cypridopsis vidua ingår i släktet Cypridopsis och familjen Cyprididae. Inga underarter finns listade i Catalogue of Life.

## Bildgalleri

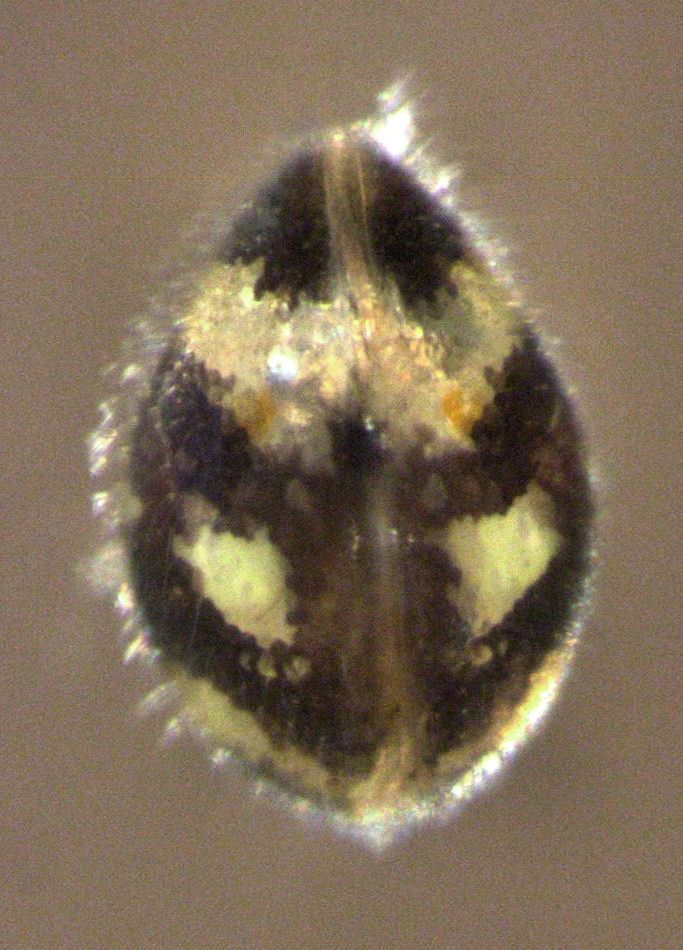